# VM i ishockey 1930
VM i ishockey 1930 var det 4. VM i ishockey, arrangeret af IIHF, og det gjaldt samtidig som det 15. EM i ishockey. Dette var det første verdensmesterskab, der ikke blev afviklet som del af et vinter-OL. Det internationale ishockeyforbund, IIHF, havde besluttet, at VM i ishockey fra nu af skulle afholdes hvert år. I olympiske år skulle den olympiske turnering dog fortsat gælde som VM. Ishockey-VM skulle samtidig erstatte EM i ishockey, der siden 1910 havde været spillet hvert år, kun afbrudt af 1. verdenskrig. De europæiske holds placering ved VM-turneringerne skulle da danne baggrund for uddeling af EM-medaljer.
VM-turneringen fandt sted fra 31. januar til 10. februar 1930. Den franske OL-by Chamonix var blevet valgt til spillested, men efter 3. runde blev det tøvejr i byen, så naturisbanen ikke mere var spilbar. Resten af turneringen blev derfor flyttet til Berlin. Efter ønske fra østrigerne blev kampen om fjerdepladsen dog spillet i Wien. Indtil 2012 var VM i 1930 den eneste VM-turnering, der var blevet spillet i mere end et land.
Mesterskabet havde deltagelse af 12 hold. De forsvarende mestre fra Canada blev repræsenteret af klubholdet Toronto CCMs, som var direkte kvalificeret til VM-finalen. De øvrige 11 hold spillede en udfordringsrunde i cup-format, hvor man fandt udfordreren canadierne. Vinderen af udfordringsrunden spillede så mod canadierne om VM-titlen.
Canada genvandt sin VM-titel efter finalesejr på 6-1 over Tyskland, der havde vundet udfordringsrunden. Dermed havde nordamerikanerne fra ishockeyens moderland vundet alle fire hidtidige verdensmesterskaber.

## Resultater

### Udfordringsrunde
| Dato               | Kamp                      | Res.     | By       |
| 1. runde           | 1. runde                  | 1. runde | 1. runde |
| ------------------ | ------------------------- | -------- | -------- |
| 31. januar         | Tyskland - Storbritannien | 4−2      | Chamonix |
| 31. januar         | Ungarn - Italien          | 2−0      | Chamonix |
| 31. januar         | Frankrig - Belgien        | 4−1      | Chamonix |
| Kvartfinaler       |                           |          |          |
| 1. februar         | Polen - Japan             | 5−0      | Chamonix |
| 1. februar         | Schweiz - Tjekkoslovakiet | 3−1      | Chamonix |
| 1. februar         | Tyskland - Ungarn         | 4−1      | Chamonix |
| 1. februar         | Frankrig - Østrig         | 1−2      | Chamonix |
| Semifinaler        |                           |          |          |
| 2. februar         | Schweiz - Østrig          | 2−1      | Chamonix |
| 2. februar         | Tyskland - Polen          | 3−1      | Chamonix |
| Kamp om 4.-pladsen |                           |          |          |
| 5. februar         | Østrig - Polen            | 2−0      | Wien     |
| Finale             |                           |          |          |
| 9. februar         | Tyskland - Schweiz        | 2−1      | Berlin   |

### VM-finale
Finalen var et opgør mellem den forsvarende mester, Canada, og vinderen af udfordringsrunden, Tyskland.
| Dato        | Kamp              | Res. | By     |
| ----------- | ----------------- | ---- | ------ |
| 10. februar | Tyskland - Canada | 1−6  | Berlin |

### Medaljevindere
| Guld | Sølv | Bronze |
| --- | --- | --- |
| Canada | Tyskland | Schweiz |
| Les Allen Percy Timpson Joe Griffin Willie Adams Howard Armstrong Bert Clayton Gordon Grant Alex Park Fred Radke Don Hutchinson | Walter Leinweber Erich Römer Franz Kreisel Alfred Heinrich Gustav Jaenecke Günther Kummetz Erich Herker Rudi Ball Martin Schröttle Marquart Slevogt | Albert Künzler Emil Eberle Albert Geromini Carletto Mai Heini Meng Richard "Bibi" Torriani Conrad Torriani Fritz Fuchs Fritz Kraatz Beat Rüedi Albert Rudolf |

### Samlet rangering
| VM 1930 | VM 1930         |
| ------- | --------------- |
| Guld    | Canada          |
| Sølv    | Tyskland        |
| Bronze  | Schweiz         |
| 4.      | Østrig          |
| 5.      | Polen           |
| 6.      | Frankrig        |
| 6.      | Japan           |
| 6.      | Tjekkoslovakiet |
| 6.      | Ungarn          |
| 10.     | Belgien         |
| 10.     | Italien         |
| 10.     | Storbritannien  |

### EM-resultat
| EM 1930 | EM 1930         |
| ------- | --------------- |
| Guld    | Tyskland        |
| Sølv    | Schweiz         |
| Bronze  | Østrig          |
| 4.      | Polen           |
| 5.      | Frankrig        |
| 5.      | Tjekkoslovakiet |
| 5.      | Ungarn          |
| 8.      | Belgien         |
| 8.      | Italien         |
| 8.      | Storbritannien  |